# Shell Knob
Shell Knob es un lugar designado por el censo ubicado en el condado de Barry en el estado estadounidense de Misuri. En el Censo de 2010 tenía una población de 1379 habitantes y una densidad poblacional de 48,94 personas por km².

## Geografía
Shell Knob se encuentra ubicado en las coordenadas 36°36′37″N 93°35′42″O / 36.61028, -93.59500. Según la Oficina del Censo de los Estados Unidos, Shell Knob tiene una superficie total de 28.18 km², de la cual 21,34 km² corresponden a tierra firme y (24,25 %) 6,83 km² es agua.

## Demografía
Según el censo de 2010, había 1379 personas residiendo en Shell Knob. La densidad de población era de 48,94 hab./km². De los 1379 habitantes, Shell Knob estaba compuesto por el 97,97 % blancos, el 0,87 % eran amerindios, el 0,15 % eran asiáticos, el 0,15 % eran de otras razas y el 0,87 % eran de una mezcla de razas. Del total de la población el 1,74 % eran hispanos o latinos de cualquier raza.